# Castillo de Mombeltrán
El castillo de Mombeltrán o castillo de los duques de Alburquerque es un monumento de Mombeltrán (Ávila). Fue erigido por Beltrán de la Cueva, primer duque de Alburquerque, sobre el último aterrazamiento de la sierra, en una posición estratégica que domina todo el barranco. Por detalles de los escudos que ostenta, Cooper data el desarrollo de las obras entre 1462 y 1474, atribuyéndolo al arquitecto Juan Guas por semejanza con los castillos de Belmonte y el Manzanares el Real.
El conjunto está formado por una barbacana de muro bajo con gran talud que va delimitando el cuerpo de planta rectangular con torres angulares, todo rematado con merlones cuadrados que, en el núcleo central, se levantan sobre hileras de arquillos a modo de ménsulas, meramente decorativas, sin ninguna función defensiva.
Es probable que en un principio tuviera foso, pero en el siglo XVI coincidiendo con la reforma emprendida por Francisco Fernández de la Cueva, segundo duque de Alburquerque, al adaptar el castillo a residencia, se debió rellenar, suprimiendo entonces el puente levadizo y construyendo la portada renacentista por la que se accede al castillo en la actualidad.
El interior se encuentra muy deteriorado, con patio central columnado alrededor del que se disponen las habitaciones de residencia, capilla y servidumbre. Las torres presentan techos abovedados que, en la del homenaje, completada con pisos desmontables de madera, impedía el acceso de los asaltantes por el interior de la torre. Una portada renacentista del siglo XVIII con sus garitas se alza frente al puentecillo.
El castillo ha permanecido vinculado a la Casa de Alburquerque a través de los siglos hasta la actualidad, habiendo sido habitado ocasionalmente por sus titulares. Como todos los castillos españoles, se encuentra protegido desde el 22 de abril de 1949 con la figura de Bien de Interés Cultural, siendo su actual propietario Juan Miguel Osorio y Bertrán de Lis.

## Bibliografía

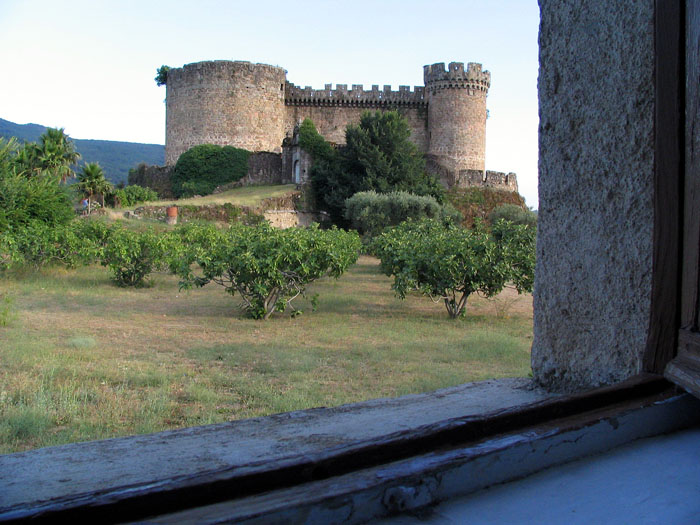
Castillo de Mombeltrán